# Črni bor
Črni bor (znanstveno ime Pinus nigra) je vrsta bora. Ima debelejše iglice z minimalno dolžino 10 cm, ki po dve skupaj rasteta iz kratkih vejic. 
Ena od podvrst črnega bora je Korziški črni bor (Pinus nigra subsp. salzmannii var. corsicana oziroma Pinus nigra subsp. laricio, Pinus nigra var. maritima), ki lahko zraste do 50 m in dočaka okoli 800 let. Podvrsta je endemna na območju Korzike, 
Kalabrije in Sicilije. Zaradi hitre kaljivosti je njegovo seme iskano: Korzičanom sta bila nabiranje storžev črnega bora in priprava semena pomemben vir dohodka. 